# Tymoteusz Puchacz
Tymoteusz Puchacz (Sulechów, 23 gennaio 1999) è un calciatore polacco, difensore del Plymouth, in prestito dall'Holstein Kiel, e della nazionale polacca.

## Caratteristiche tecniche
Nato come terzino sinistro, nella stagione 2018-2019, durante il prestito al GKS Katowice, comincia ad essere utilizzato anche come esterno di centrocampo, sia a sinistra che a destra per rientrare e sfruttare il tiro mancino. Da questo momento della sua carriera, Puchacz si alterna brillantemente nei due ruoli, giocando sia come terzino che come ala a seconda delle situazioni e degli avversari.
Fra le caratteristiche principali del calciatore vanno segnalate la corsa e l'agonismo, che gli permettono di mantenere ritmi molto alti lungo il corso dei novanta minuti.

## Carriera

### Club

#### Gli inizi a Poznań e l'esordio
Cresciuto nelle giovanili del Pogoń Świebodzin prima e del Falubaz Zielona Góra poi, nel 2013 passa al Lech Poznań, con il quale completa il percorso nel settore giovanile. Il 6 agosto 2016 esordisce fra i professionisti giocando 90 minuti nella gara di 3. Liga contro il Pogoń Stettino II, vinta 0-1 dai kolejorz. Nella stessa stagione arriva anche il debutto con la prima squadra del Lech, nella trasferta contro il Bruk-Bet Termalica Nieciecza, dove subentra a Mihai Răduț giocando i dieci minuti finali.

#### I vari prestiti
Nella stagione 2017-2018 viene nuovamente relegato alla formazione riserve, fino a gennaio, quando passa in prestito allo Zagłębie Sosnowiec, con il quale viene schierato regolarmente come terzino sinistro, centrando a fine anno la promozione in Ekstraklasa. Inizialmente riconfermato, tanto da giocare titolare due gare contro Piast Gliwice e Legia Varsavia, il 31 agosto torna nuovamente in I Liga, stavolta al GKS Katowice, alternandosi nel ruolo di terzino e ala sinistra. La stagione si conclude con un quindicesimo posto per i gialloverdi, che costano la retrocessione in 2. Liga.

#### Il ritorno a Poznań
Il 23 maggio 2019 il Lech Poznań annuncia che Puchacz farà parte della rosa per la stagione successiva. Durante il ritiro estivo Puchacz si mette in luce, e il 20 luglio, in occasione della prima giornata di Ekstraklasa debutta dal primo minuto con la maglia del Lech Poznań. Il 28 settembre realizza il suo primo gol nella trasferta di Zabrze. Al termine della stagione risulta il calciatore con più presenze all'attivo.
Il 27 agosto 2020 arriva il suo esordio internazionale, durante i preliminari di UEFA Europa League, nel match casalingo contro i lettoni del Valmiera. Il 1 ottobre arriva invece il primo gol, con un sinistro da fuori area grazie al quale raddoppia le marcature nella trasferta belga contro il Charleroi. Il 22 ottobre gioca da titolare nella prima gara della fase a gironi, indossando per la prima volta la fascia da capitano dei kolejorz.

#### Union Berlino e i prestiti
Il 18 maggio 2021 viene annunciato il suo passaggio all'Union Berlino. Il 19 agosto seguente debutta con il club in una gara delle qualificazioni alla UEFA Europa Conference League contro il KuPS.
Tuttavia nel resto della stagione non riesce ad imporsi nelle gerarchie del club motivo per cui il 10 gennaio 2022, dopo avere totalizzato 7 presenze tutte in competizioni europee, si trasferisce in prestito per 200 mila euro al Trabzonspor.
A fine prestito fa ritorno all'Union, con cui milita sino al 30 dicembre 2022, giorno in cui viene ceduto in prestito al Panathīnaïkos.
Il 19 giugno 2023 viene ceduto ancora una volta a titolo temporaneo, questa volta al Kaiserslautern.

#### Holstein Kiel e prestito al Plymouth
Il 2 agosto viene acquistato dall'Holstein Kiel.
Il 9 gennaio 2025 viene ceduto in prestito al Plymouth.

### Nazionale
Con la Nazionale Under-20 polacca ha preso parte al Campionato mondiale di calcio Under-20 2019.
Ad agosto 2020 arriva la prima convocazione con l'Under 21 in occasione delle gare contro Russia e Estonia. Durante la prima gara contro l'Estonia esordisce da titolare come terzino sinistro.
Il 5 marzo 2021 viene convocato per la prima volta in nazionale maggiore dal neo CT Paulo Sousa, e il 17 maggio si ritrova nella lista dei convocati per UEFA Euro 2020. Il 1º giugno 2021 esordisce con la selezione polacca in amichevole contro la Russia (1-1).

## Statistiche

### Presenze e reti nei club
Statistiche aggiornate al 20 luglio 2020.
| Stagione                  | Squadra                   | Campionato                | Campionato | Campionato | Coppe nazionali | Coppe nazionali | Coppe nazionali | Coppe continentali | Coppe continentali | Coppe continentali | Altre coppe | Altre coppe | Altre coppe | Totale | Totale |
| Stagione                  | Squadra                   | Comp                      | Pres       | Reti       | Comp            | Pres            | Reti            | Comp               | Pres               | Reti               | Comp        | Pres        | Reti        | Pres   | Reti   |
| ------------------------- | ------------------------- | ------------------------- | ---------- | ---------- | --------------- | --------------- | --------------- | ------------------ | ------------------ | ------------------ | ----------- | ----------- | ----------- | ------ | ------ |
| 2016- 2017                | Lech Poznań               | E                         | 1          | 0          | PP              | 0               | 0               | -                  | -                  | -                  | SP          | 0           | 0           | 1      | 0      |
| 2017-feb. 2018            | Lech Poznań II            | 3L                        | 16         | 0          | PP              | 0               | 0               | -                  | -                  | -                  | -           | -           | -           | 16     | 0      |
| feb.-giu. 2018            | Zagłębie Sosnowiec        | 1L                        | 15         | 0          | PP              | 0               | 0               | -                  | -                  | -                  | -           | -           | -           | 15     | 0      |
| giu.-ago 2018             | Zagłębie Sosnowiec        | E                         | 2          | 0          | PP              | 0               | 0               | -                  | -                  | -                  | -           | -           | -           | 2      | 0      |
| Totale Zaglebie Sosnowiec | Totale Zaglebie Sosnowiec | Totale Zaglebie Sosnowiec | 17         | 0          |                 | 0               | 0               |                    | -                  | -                  |             | -           | -           | 17     | 0      |
| ago. 2018-giu.2019        | GKS Katowice              | 1L                        | 25         | 4          | PP              | 2               | 0               | -                  | -                  | -                  | -           | -           | -           | 27     | 4      |
| 2019-2020                 | Lech Poznań               | E                         | 35         | 3          | PP              | 4               | 1               | -                  | -                  | -                  | -           | -           | -           | 36     | 4      |
| 2020-2021                 | Lech Poznań               | E                         | 27         | 1          | PP              | 4               | 1               | UEL                | 10                 | 1                  | -           | -           | -           | 41     | 3      |
| Totale Lech Poznan        | Totale Lech Poznan        | Totale Lech Poznan        | 63         | 4          |                 | 8               | 2               |                    | 10                 | 1                  |             | -           | -           | 81     | 7      |
| Totale carriera           | Totale carriera           | Totale carriera           | 121        | 8          |                 | 10              | 2               |                    | 10                 | 1                  |             | -           | -           | 142    | 11     |

## Palmarès

### Competizioni nazionali
- Campionato turco: 1

Trazbonspor: 2021-2022